# 롤라 글로디니
롤라 글로디니(Lola Glaudini, 1971년 11월 24일 ~ )는 미국의 배우이다.

## 출연 작품

### 영화
- 다운 투 유 (2000)
- 파티는 시작되었다 (2000, Groove)
- 블로우 (2001)
- Consequence (2003)
- 인빈서블 (2006)
- 드라이브 쓰루 (2007)
- 잭 고즈 보팅 (2010, Jack Goes Boating)
- 댓 어쿼드 모먼트: 그 어색한 순간 (2014)

### 텔레비전
- 비지터 - TV 시리즈 (1997, The Visitor)
- 크리미널 마인드 (2005-06)
- 퍼슨스 언노운 (2010)